# Adam Hall (Eishockeyspieler)
Adam John Hall (* 14. August 1980 in Kalamazoo, Michigan) ist ein ehemaliger US-amerikanischer Eishockeyspieler, der im Verlauf seiner aktiven Karriere zwischen 1997 und 2017 unter anderem 738 Spiele für die Nashville Predators, New York Rangers, Minnesota Wild, Pittsburgh Penguins, Tampa Bay Lightning, Carolina Hurricanes und Philadelphia Flyers in der National Hockey League auf der Position des linken Flügelstürmers bestritten hat. Seinen größten Karriereerfolg feierte Hall im Trikot der Nationalmannschaft der Vereinigten Staaten mit dem Gewinn der Bronzemedaille bei der Weltmeisterschaft 2004.

## Karriere

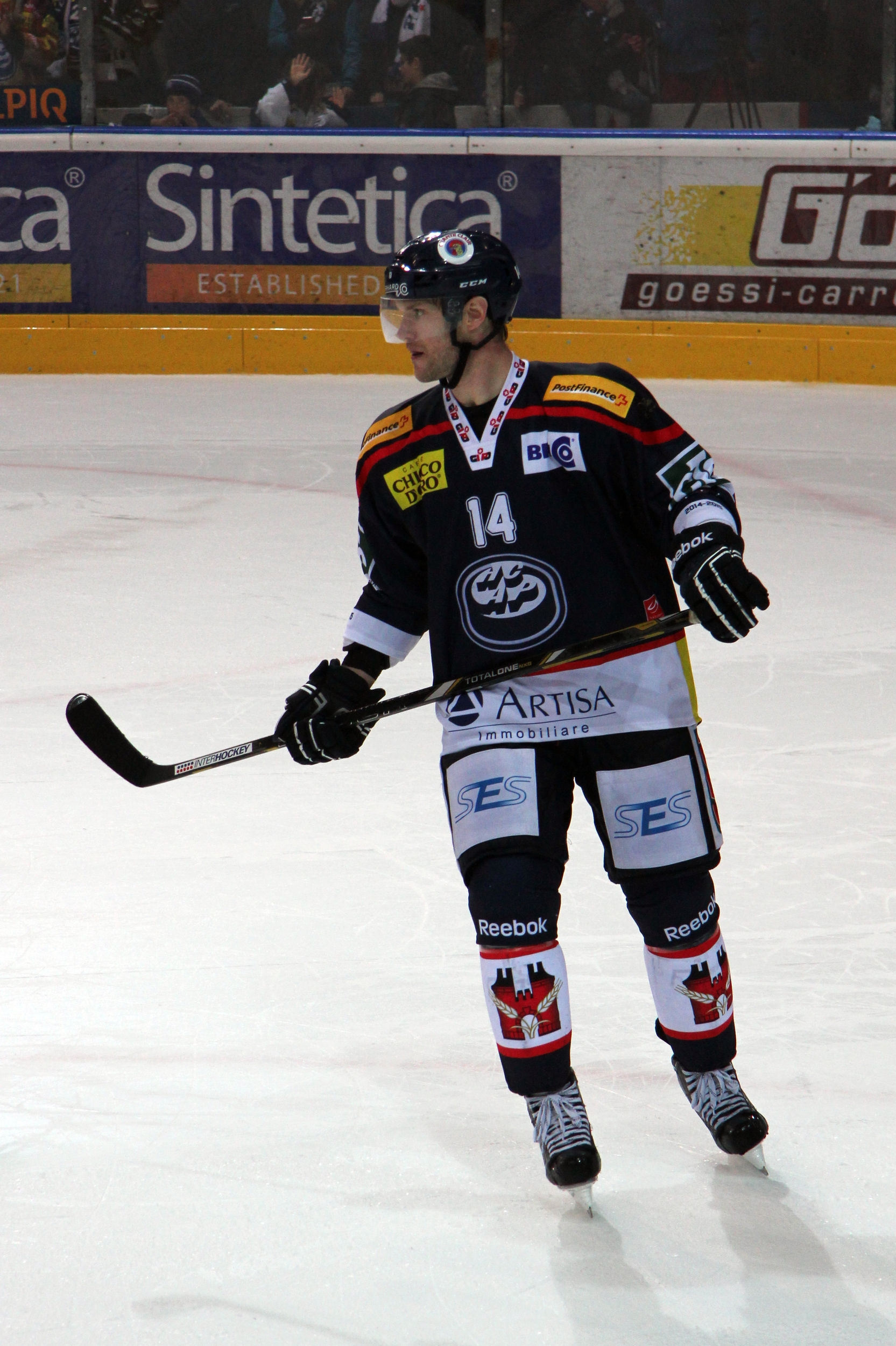
Hall im Trikot des HC Ambrì-Piotta

Adam Hall begann seine Karriere als Eishockeyspieler im USA Hockey National Team Development Program, für dessen Mannschaften er in der Saison 1997/98 in der United States Hockey League und North American Hockey League aktiv war. Daraufhin besuchte der Angreifer vier Jahre lang die Michigan State University, mit der er 1999 und 2001 jeweils die Meisterschaft der Central Collegiate Hockey Association gewann. In diesem Zeitraum wurde er zudem im NHL Entry Draft 1999 in der zweiten Runde als insgesamt 52. Spieler von den Nashville Predators ausgewählt.
Für die Nashville Predators gab er gegen Ende der Saison 2001/02 sein Debüt in der National Hockey League. Parallel bestritt er sechs Partien für deren Farmteam aus der American Hockey League, die Milwaukee Admirals. Für Nashville stand Hall insgesamt vier Spielzeiten lang auf dem Eis, wobei er den Lockout in der Saison 2004/05 beim finnischen Zweitligisten KalPa Kuopio überbrückte. Mit den Finnen erreichte er als Meister den Aufstieg in die SM-liiga.
Im Sommer 2006 wurde Hall von den New York Rangers verpflichtet, beendete die Saison 2006/07 allerdings bei dessen Ligarivalen Minnesota Wild. Nach je einer Spielzeit bei den Pittsburgh Penguins, mit denen er 2008 im Stanley-Cup-Finale an den Detroit Red Wings scheiterte, und den Tampa Bay Lightning, lief der ehemalige Nationalspieler in der Saison 2009/10 ausschließlich für Tampa Bays AHL-Farmteam Norfolk Admirals auf. Zur folgenden Spielzeit wurde er wieder in den NHL-Kader der Lightning berufen und avancierte zum Stammspieler in Tampa. Während des Lockouts 2012 spielte er bei den Ravensburg Towerstars.
Am 16. März 2013 wurde der auf der Waiverliste befindliche Hall von den Carolina Hurricanes ausgewählt. Am 2. April 2013 wurde er zu den Tampa Bay Lightning transferiert und gleich wieder auf die Waiverliste gesetzt. Von dieser wurde er schon einen Tag später von den Philadelphia Flyers ausgewählt.
Nach einer Saison bei den Flyers wechselte Hall im August 2014 zum HC Ambrì-Piotta in die National League A, bei dem er bis 2017 spielte und in dieser Zeit über 150 NLA-Spiele für Ambrì absolvierte, in denen er 86 Scorerpunkte sammelte. Nach dem Ende der Saison 2016/17 beendete er seine Karriere.

### International
Für die USA nahm Hall an den U20-Junioren-Weltmeisterschaften 1999 und 2000 sowie den Weltmeisterschaften 2000, 2001, 2004, 2005, 2006 und 2007 teil.

## Erfolge und Auszeichnungen
| - 1999 CCHA-Meisterschaft mit der Michigan State University - 1999 CCHA All-Rookie Team - 2000 CCHA Second All-Star Team - 2001 Mason-Cup-Gewinn mit der Michigan State University | - 2001 CCHA All-Tournament Team - 2002 CCHA All-Academic Team - 2003 Teilnahme NHL YoungStars Game - 2005 Meister der Mestis und Aufstieg in die SM-liiga mit KalPa Kuopio |

### International
- 2004 Bronzemedaille bei der Weltmeisterschaft

## Karrierestatistik

### International
Vertrat die USA bei:
| - U20-Junioren-Weltmeisterschaft 1999 - U20-Junioren-Weltmeisterschaft 2000 - Weltmeisterschaft 2003 - Weltmeisterschaft 2004 | - Weltmeisterschaft 2005 - Weltmeisterschaft 2006 - Weltmeisterschaft 2007 |